# 超天フィーバー!
「超天フィーバー!」（ちょうてんフィーバー）は、日本の男性歌手グループ・はやぶさの11枚目のシングル。2019年9月4日にビクターエンタテインメントから発売された。

## 概要
- 初回限定盤と通常盤(Aタイプ・Bタイプ)の3タイプを発売。（カップリング曲、ジャケットは各タイプ異なる。）
- 表題曲「超天フィーバー!」は、テレビ東京系アニメ『デュエル・マスターズ!!』オープニングテーマ[2]。『デュエル・マスターズ』シリーズのオープニングテーマとしては4作目。
- 初回限定盤のみ「デュエル・マスターズ!!」はやぶさオリジナルイラストプロモカード封入、描き下ろしイラストのジャケット

## 収録曲

### 初回限定盤
出典→　
1. 超天フィーバー!　[4:00]
作詞・作曲・編曲：前山田健一
2. 麦畑　[4:51]
作詞・作曲：榎戸若子／編曲：周防泰臣
(オリジナル歌唱 : オヨネーズ)

### 通常盤Aタイプ
出典→
1. 超天フィーバー!　[4:00]
作詞・作曲・編曲：前山田健一
2. 今日もなみだの渡り鳥　[4:35]
作詩：旦野いづみ／作曲：桧原さとし／編曲：周防泰臣
3. 超天フィーバー!（オリジナル・カラオケ）　[4:00]
4. 今日もなみだの渡り鳥（オリジナル・カラオケ）　[4:33]

### 通常盤Bタイプ
出典→
1. 超天フィーバー!　[4:00]
作詞・作曲・編曲：前山田健一
2. 若き獅子たち　[4:59]
作詩：阿久悠／作曲：三木たかし／編曲：阿部靖広
(オリジナル歌唱 : 西城秀樹)
3. 超天フィーバー!（オリジナル・カラオケ）　[4:00]
4. 若き獅子たち（オリジナル・カラオケ）　[4:57]